# Cerkiew Opieki Matki Bożej w Jaksmanicach
Cerkiew Opieki Matki Bożej w Jaksmanicach – murowana filialna cerkiew greckokatolicka, znajdująca się w Jaksmanicach.
Cerkiew znajduje się na wzniesieniu we wschodniej części wsi. 
W skład zespołu cerkiewnego wchodzą:
- Cerkiew (obecnie jest wykorzystywana jako kościół rzymskokatolicki) - powstała w 1901. Jest budynkiem zbudowanym w kształcie krzyża, murowanym, z cegły i otynkowanym z 3-bocznym prezbiterium. Nad babińcem, przecięciem nawy i transeptu oraz nad prezbiterium znajdują się wieńczące dach kopuły. Na podłodze znajduje się dawna posadzka terakotowa
- Drewniana dzwonnica
- Cmentarz greckokatolicki - zlokalizowany jest na zboczach wzniesienia nieopodal cerkwi. Na terenie porośniętym starodrzewiem znajduje się około 40 nagrobków pochodzących z połowy XX wieku (m.in. duchownych unickich). Większość stanowią postumenty z krzyżami posiadające dekoracje o ludowym charakterze[1].

Zespół cerkiewny został wpisany do rejestru zabytków 9 marca 1994.
Po II wojnie światowej cerkiew została przejęta przez kościół rzymskokatolicki. Obecnie funkcjonuje jako kościół parafialny parafii Narodzenia NMP w Jaksmanicach.

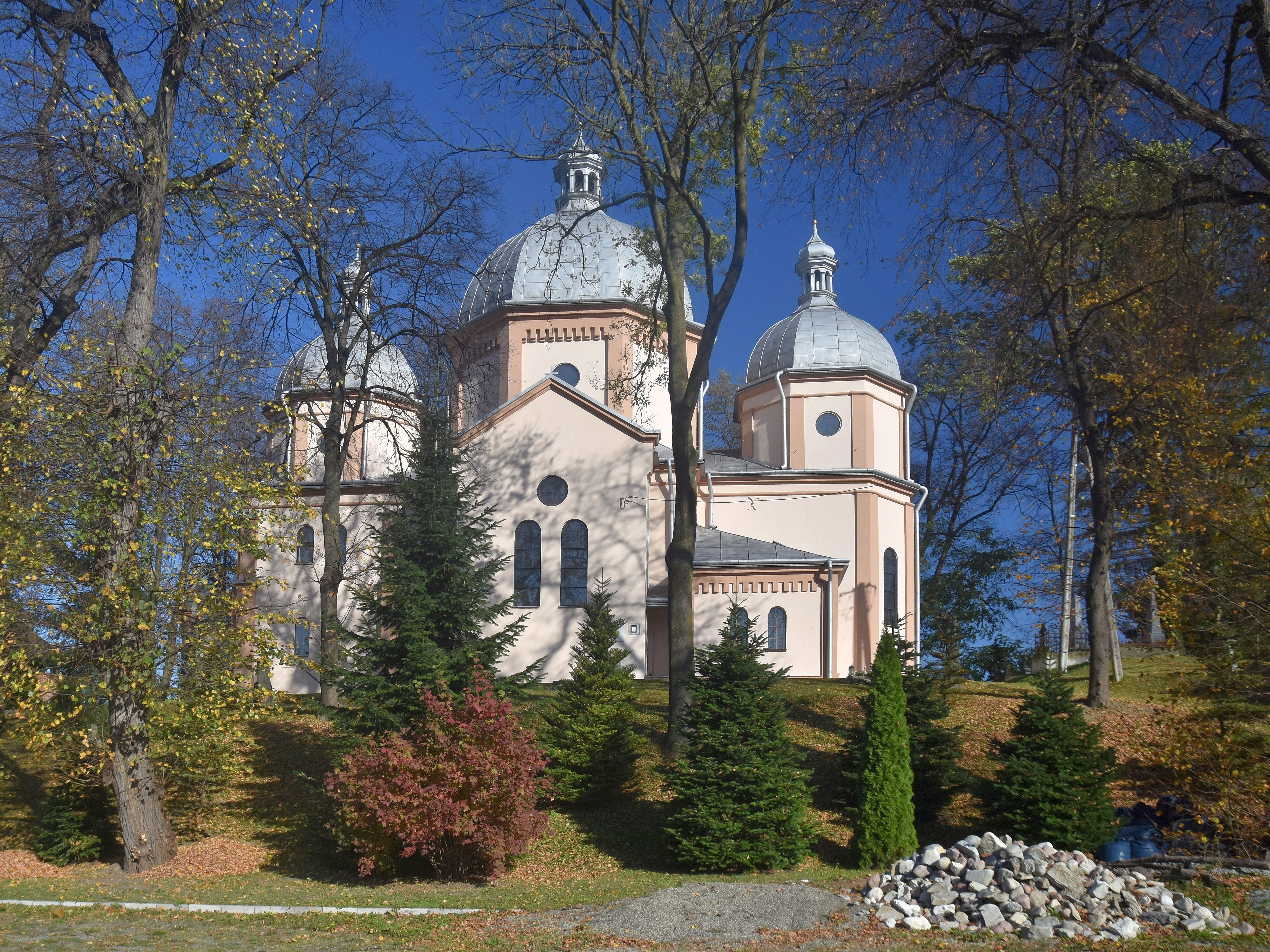
Elewacja boczna
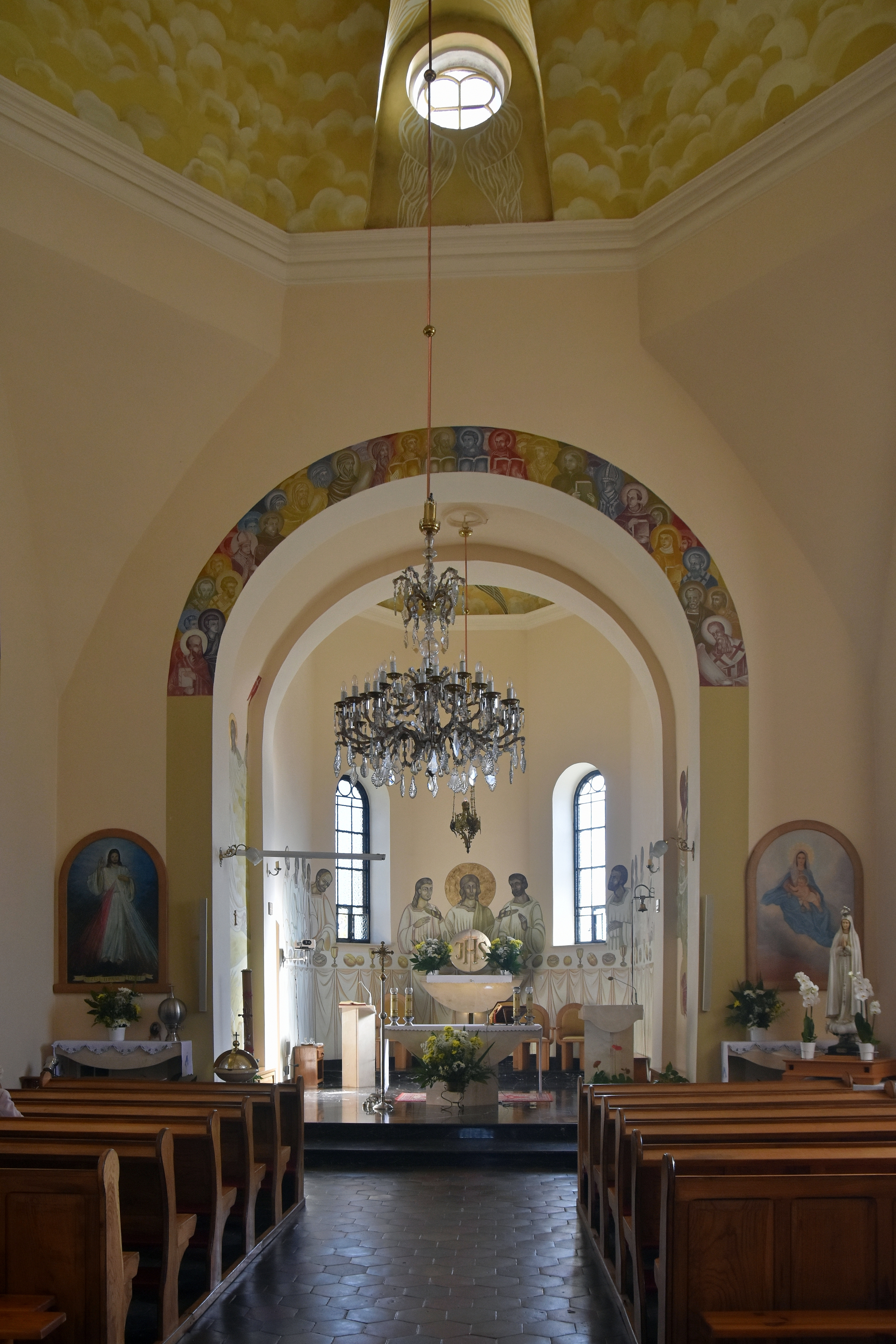
Wnętrze
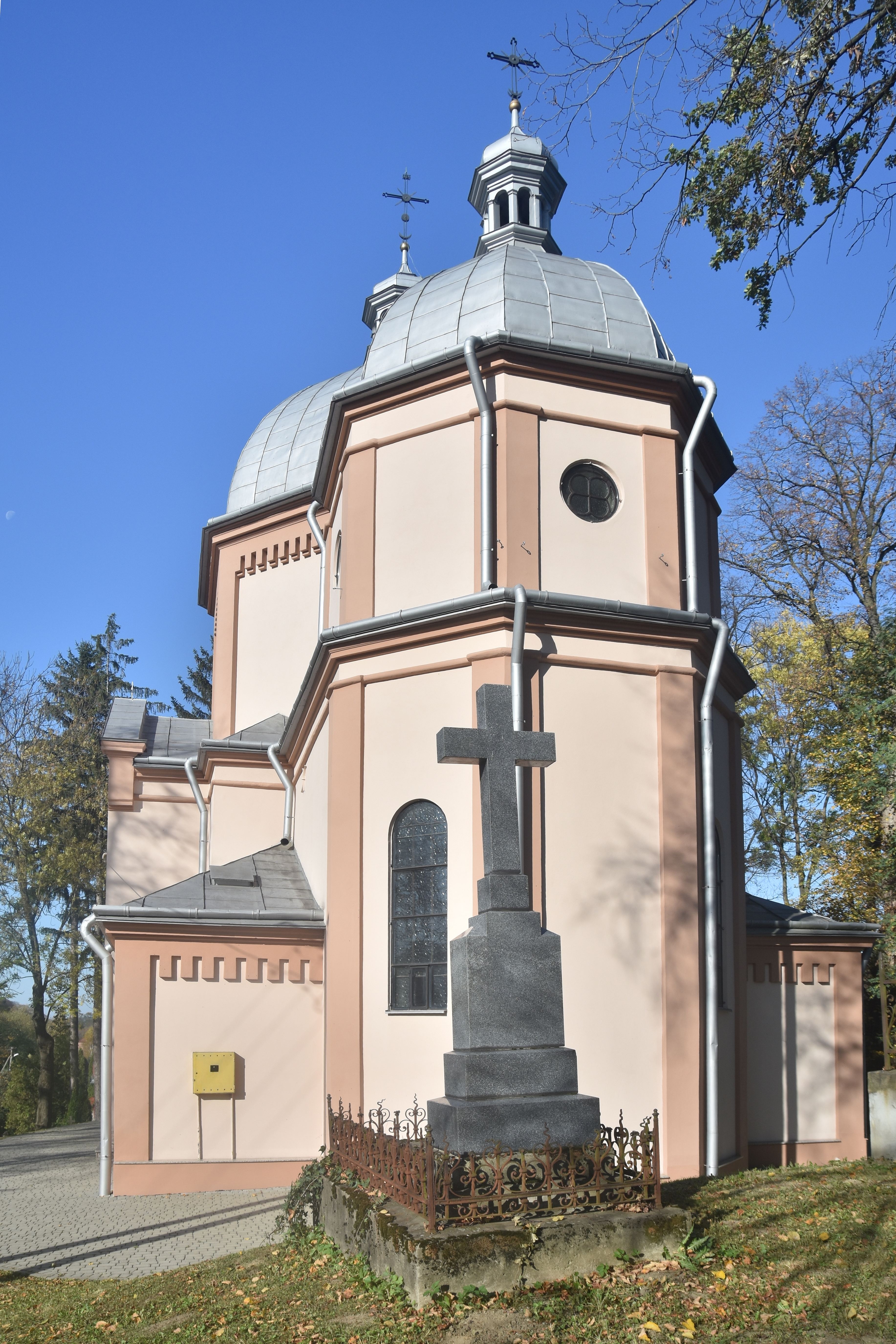
Widok od strony prezbiterium
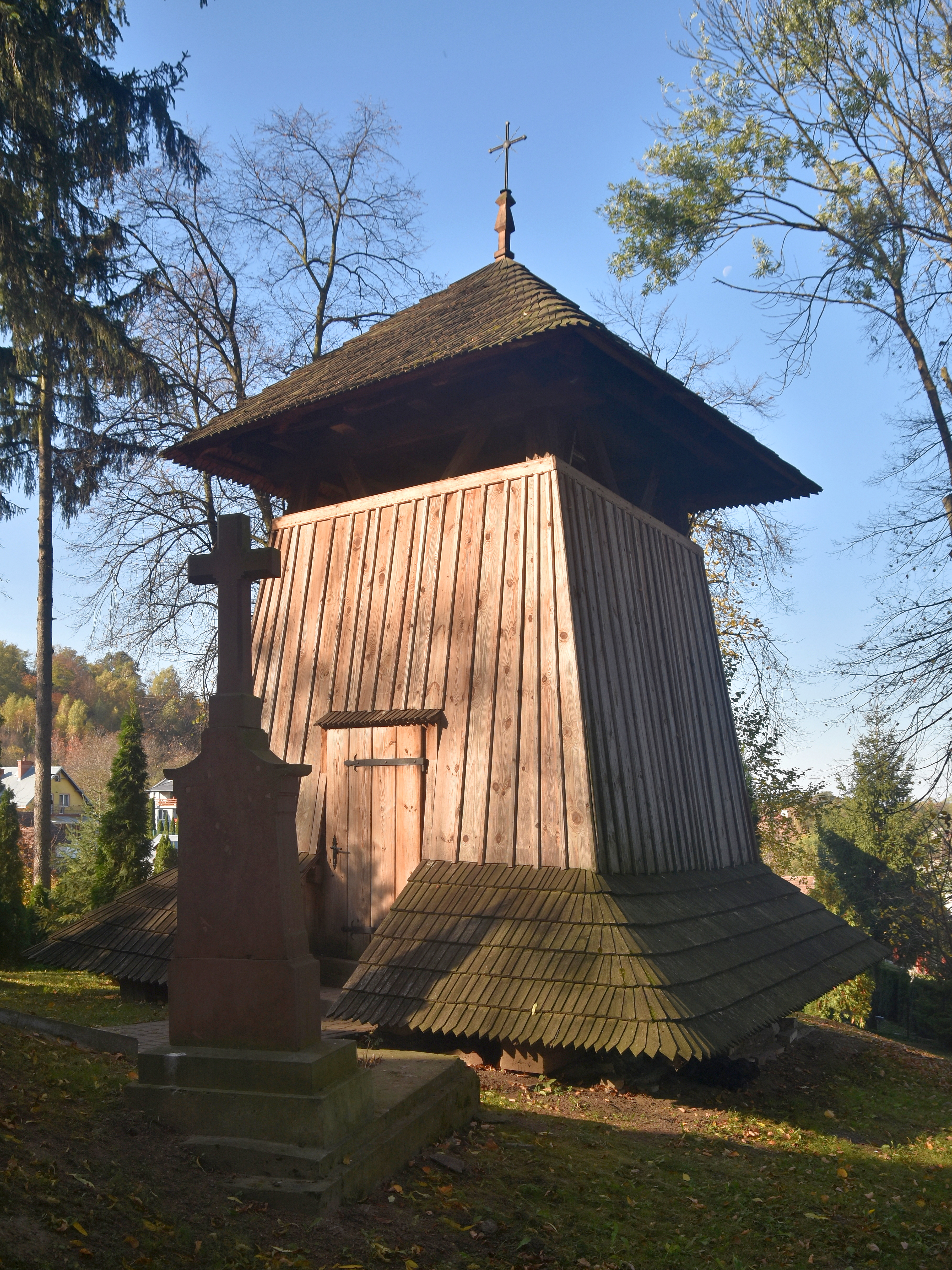
Dzwonnica